# Tedesco svizzero standard

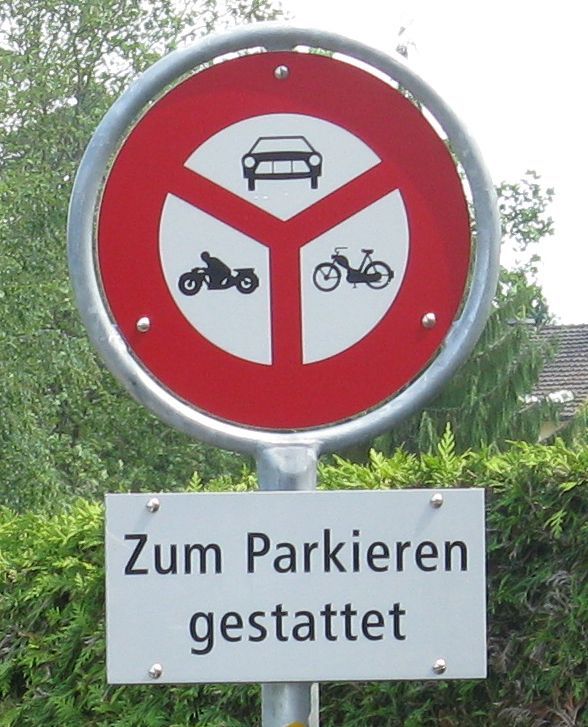
Esempio di elvetismo tedesco: il tedesco standard di Germania usa il termine Parken e non Parkieren

Il tedesco svizzero standard (in tedesco Schweizer Hochdeutsch) indica la variante svizzera della lingua tedesca standard e rappresenta una delle quattro lingue ufficiali della Svizzera e la lingua ufficiale del Liechtenstein. È utilizzato nella Svizzera tedesca principalmente come lingua scritta e più raramente come lingua parlata e viene parlato in diglossia con lo svizzero tedesco. Gli svizzeri romandi e gli svizzeri italiani lo riconoscono spesso come "il buon tedesco" per opposizione allo svizzero tedesco. Contrariamente ad altre varietà linguistiche del tedesco standard, il tedesco svizzero standard possiede dei tratti distintivi in tutti i domini della linguistica: fonologia, vocabolario, sintassi, morfologia ed ortografia. Questi caratteri particolari sono riconosciuti come elvetismi tedeschi.